# Nigel (Bischof)
Nigel (* um 1100; † 30. Mai 1169) war ein anglonormannischer Geistlicher, der von den 1120er Jahren bis 1136 als erster königlicher Treasurer diente. Ab 1133 war er dazu Bischof von Ely. Unter König Heinrich II. übernahm er von 1154 bis etwa 1159 erneut das Amt des Treasurers. 

## Herkunft und Familie
Nigels genaues Geburtsjahr ist unbekannt. Sein Vater war vermutlich Hugh, ein Bruder von Bischof Roger von Salisbury. Der spätere Bischof Alexander von Lincoln war vermutlich sein Bruder. Obwohl Nigel Geistlicher war, hatte er zwei uneheliche Söhne. Von seinem Sohn, der William the Englishman genannt wurde, ist wenig bekannt. Richard fitz Nigel, sein anderer um 1130 geborener Sohn, wurde sein Nachfolger als Treasurer und später Bischof von London.

Schematische Darstellung der Familie von Bischof Nigel

## Aufstieg zum Bischof
Wie sein vermutlicher Bruder Alexander war Nigel ein Schüler von Anselm von Laon. 1115 nahm er an der Bischofsweihe von Bernard von St Davids in Canterbury teil. Wann er selbst zum Priester geweiht wurde, ist ungeklärt, doch später erhielt er eine Pfründe an der Londoner St Paul’s Cathedral, dazu ernannte ihn sein Onkel Roger zum Archidiakon von Salisbury. 1126 wird er erstmals als Zeuge einer königlichen Urkunde genannt. Insgesamt bezeugte er während der Herrschaft von König Heinrich I. über 30 Urkunden. Obwohl er in diesen bis 1133 stets als Neffe von Bischof Roger genannt wurde, übernahm er bald selbst wichtige Aufgaben in der königlichen Verwaltung. Vermutlich Mitte der 1120er Jahre erhielt er das neu geschaffene Amt des königlichen Treasurers. Möglicherweise war er auch der Verfasser des Constitutio domus regis, einer Beschreibung des königlichen Haushalts aus den 1130er Jahren. Der König belohnte seine Dienste, indem er ihn 1133 zum Bischof der Diözese Ely wählen ließ. Am 1. Oktober 1133 wurde Nigel in Lambeth von Erzbischof Wilhelm von Corbeil zum Bischof geweiht.

## Bischof von Ely

### Bischof im Dienst des Königs
Nach seiner Weihe blieb Nigel weiter im Dienst des Königs in London und übte wohl bis 1136 weiter das Amt des Treasurers aus, bis sein Verwandter Adelelm das Amt übernahm. Er kümmerte sich jedoch kaum um die Verwaltung seiner Diözese, sondern beauftragte Ranulf, einen ehemaligen Mönch von Glastonbury Abbey mit dieser Aufgabe. Dennoch profitierte seine Diözese von ihrem ranghohen Bischof. Nigel ordnete zunächst eine Erfassung der Besitzungen der Diözese an. Anschließend forderte er mit Unterstützung von Papst Innozenz II., von König Heinrich I. und später von dessen Nachfolger Stephan von Blois Besitzungen der Kirche zurück, die sich andere Barone zu Unrecht angeeignet hatten. Nun kam es aber durch Ranulfs Verwaltung zu Schwierigkeiten in Ely. Dieser konnte angeblich die weitere Veruntreuung von Kirchenbesitzungen nicht verhindern, dazu führte er bis 1137 einen heftigen, zweijährigen Streit mit den Mönchen des Kathedralpriorats. Anschließend soll er eine Verschwörung unterstützt haben, die die Normannen in England ermorden und England unter schottische Herrschaft bringen wollte. Nigel erfuhr von dieser Verschwörung und warnte die anderen normannischen Bischöfe und Barone. Daraufhin flüchtete Ranulf, während Nigel sich mit den Mönchen des Kathedralpriorats aussöhnte. 

### Rolle während der Anarchie

#### Vom Unterstützer zum Gegner von Stephan von Blois
Nigel unterstützte zunächst den Thronanspruch von Stephan von Blois, als dieser sich nach dem Tod von Heinrich I. Ende 1135 anstelle von Heinrichs Tochter Matilda zum englischen König erhob. Nigels Onkel Roger erreichte, dass Alexander königlichen Kanzler und Nigel Treasurer bleiben solle. Im Februar 1136 begleitete Nigel den König, als dieser York und Durham besuchte, um seine Stellung in Nordengland zu festigen. Anschließend begleitete er den König wieder auf den Weg nach Süden. Im April bezeugte er in Oxford eine königliche Urkunde. 1137 gehörte er zum Gefolge von Stephan, als dieser in die Normandie übersetzte. Der Einfluss von Nigel und seiner Familie brachte ihnen jedoch auch zahlreiche Gegner, zu denen vor allem Robert de Beaumont, 2. Earl of Leicester, sein Zwillingsbruder Waleran de Beaumont und weitere Angehörige der Familie Beaumont gehörten. Diese beschuldigten Nigel, eine Verschwörung zugunsten von Stephans Cousine Matilda zu planen. Nach der Gesta Stephani waren Nigel und sein Bruder Alexander keine demütigen Priester, sondern gierige und rücksichtslose Magnaten, die sich bei Hofe mit einem prächtigen Gefolge umgaben. Als der König am 24. Juni 1139 Roger von Salisbury und Alexander an seinem Hof in Oxford verhaften ließ, war Nigel noch auf dem Weg zum Hof. Er erfuhr von der Verhaftung und flüchtete daraufhin nach Devizes Castle, einer der Burgen seines Onkels. Durch absichtliche Misshandlung seiner Gefangenen versuchte Stephan, Nigel zur Aufgabe zu zwingen. Dieser flüchtete jedoch weiter nach Ely, worauf er zum Feind des Königs erklärt wurde. Er verschanzte sich auf der Isle of Ely, wo er von königlichen Truppen angegriffen wurde. Roger von Salisbury starb im Dezember 1139, und Nigel ging nun zum offenen Kampf gegen den König und seine Anhänger über. Schließlich versuchte König Stephan Ende 1139 selbst, das schwer zugängliche Ely zu erobern. Mit Hilfe von Booten und einer eigens angefertigten Brücke wurde Ely schließlich erobert, doch Nigel konnte mit nur drei Begleitern flüchten. Der König übertrug die Verwaltung der Diözese Ely zunächst Aubrey de Vere. Ab Mai 1140 übernahmen Geoffrey de Mandeville sowie vielleicht auch Gilbert de Clare, 1. Earl of Pembroke diese Aufgabe. Nigel schloss sich in Gloucester Matilda an, die nun mit Gewalt ihren Thronanspruch durchsetzen wollte. Vermutlich sandte er Boten nach Rom, um sich beim Papst über seine Vertreibung zu beschweren. Innozenz II. erließ am 5. Oktober 1140 tatsächlich eine Bulle, in der er die Wiedereinsetzung von Nigel als Bischof verlangte. 

#### Wiedereinsetzung als Bischof und erneute Vertreibung
In dem nun folgenden Thronfolgekrieg, der sogenannten Anarchie, blieb Nigel zunächst ein Unterstützer von Matilda. Am 3. März 1141 war er in Winchester, als Matilda dort feierlich in die Kathedrale einzog. Danach gehörte er zum Gefolge Matildas, als diese über Oxford nach London zog. Obwohl Stephan in ihre Gefangenschaft geraten war, konnte sie jedoch ihre Herrschaft nicht durchsetzen und musste sich wieder nach Oxford zurückziehen. Matilda setzte Nigel wieder als Bischof ein. Nachdem sie jedoch im November 1141 den König im Austausch gegen ihren gefangenen Bruder Robert of Gloucester wieder freilassen musste, schickte der König daraufhin Geoffrey de Mandeville, den er inzwischen zum Earl of Essex erhoben hatte, sowie den Earl of Pembroke gegen Bischof Nigel. Daraufhin unterwarf sich Nigel und wurde vom König begnadigt. Die nächsten Handlungen Nigels während des Thronfolgekriegs sind nicht sicher belegt. Im März 1143 nahm er an einer königlichen Ratsversammlung in London teil. Dort musste er sich wegen der Anklagen eines Beamten namens Vitalis rechtfertigen, den Nigel wegen Simonie entlassen hatte. Wenig später wollte er sich anscheinend wieder Matilda anschließen, als er in Wareham von königlichen Rittern überrascht und ausgeplündert wurde. Geoffrey de Mandeville besetzte daraufhin erneut die Isle of Ely. 

#### Unterwerfung vor König Stephan
Vielleicht bereits während der Ratsversammlung im März in London oder bei einer späteren Gelegenheit wurde Nigel vom König beschuldigt, zu Unrecht Kirchengüter an Ritter vergeben zu haben, dazu hätte er zum Aufruhr gegen den König aufgerufen. Nigel eignete sich daraufhin Teile des Kirchenschatzes an. Die Zustimmung der Mönche des Kathedralpriorats dafür erkaufte er sich mit der Überlassung des Dorfes von Hadstock, das diese seit langem beanspruchten. Anschließend reiste Nigel nach Rom, um den Papst erneut um Unterstützung zu bitten. Erzbischof Theobald von Canterbury sowie Gilbert Foliot, der Abt von Gloucester Abbey, setzten sich in Briefen an den Papst zugunsten von Nigel ein. Der neue Papst Lucius II. erließ im Mai 1144 schließlich mehrere Bullen, um Nigels Ansprüche zu stärken. Daraufhin kehrte Nigel nach Ely zurück. Kurz nach seiner Rückkehr starb sein Widersacher Geoffrey de Mandeville. Nach längeren Verhandlungen schlossen Nigel und der König in Ipswich eine Vereinbarung. Nach dieser musste Nigel dem König £ 200 zahlen sowie seinen Sohn Richard als Geisel stellen, ehe er als Bischof wieder eingesetzt wurde. Um das geforderte Geld zu erhalten, wandte sich Nigel scheinbar erneut an das Kathedralkapitel, dem er wieder den Besitz von Hadstock bestätigte. Danach beteiligte sich Nigel nicht mehr aktiv an dem Thronfolgestreit. 1147 und 1148 bezeugte er Urkunden von Stephan, und 1150 nahm er an einer Versammlung der Barone aus Norfolk und Suffolk ein, die vom König einberufen worden war. Ende 1153 bezeugte er die Urkunde von Stephan, indem dieser Heinrich Plantagenet, den Sohn von Matilda, als seinen Nachfolger einsetzte. 

### Wiederaufstieg unter Heinrich II.

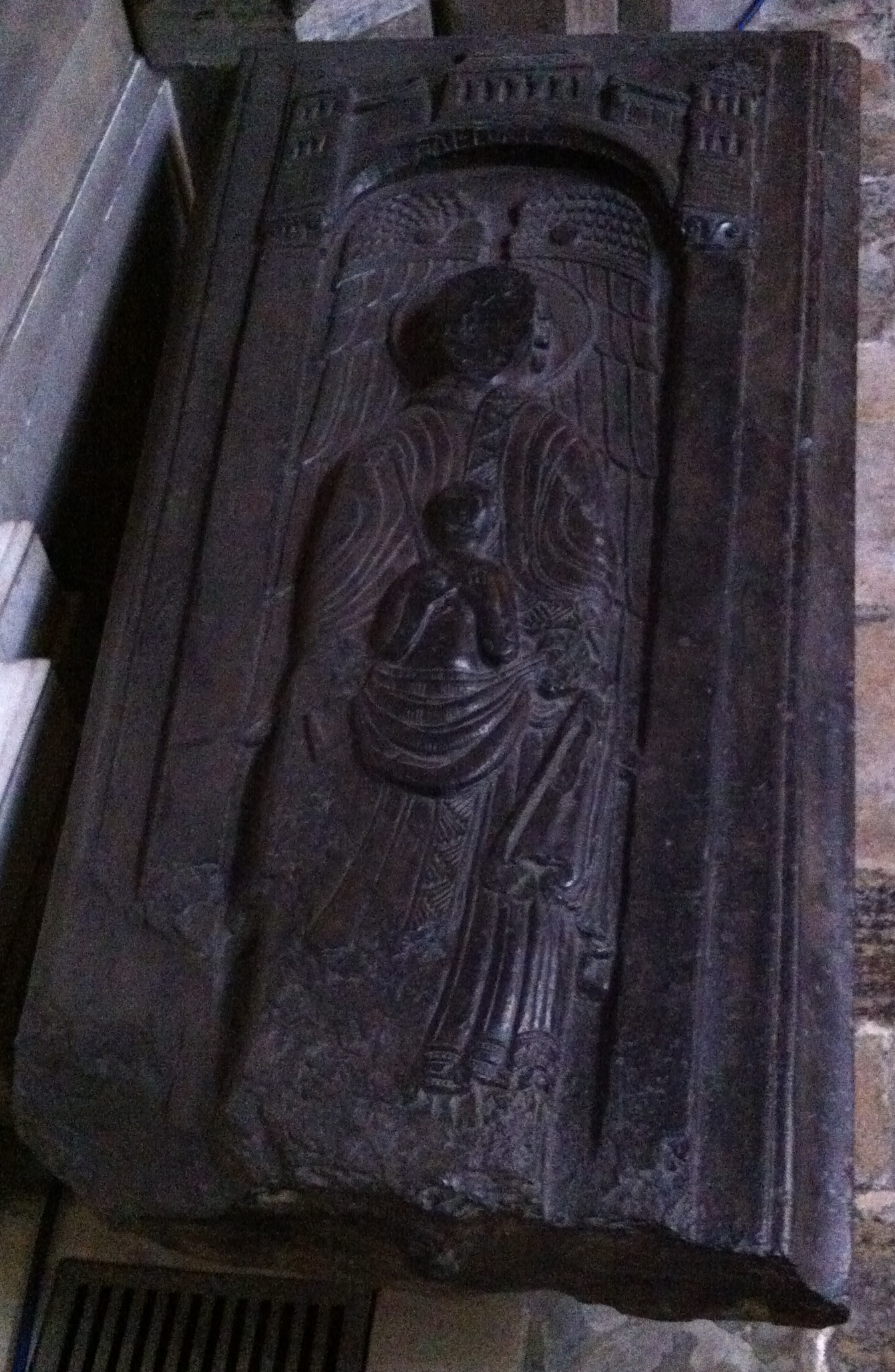
Das vermutliche Grabdenkmal für Nigel in der Kathedrale von Ely. Es wurde Mitte oder Ende des 12. Jahrhunderts gefertigt und zeigt einen Engel, der schützend eine kleine nackte Figur hält.

Am 19. Dezember 1154 nahm Nigel an der Krönung von Heinrich Plantagenet teil. Dieser betraute ihn wieder mit dem Amt des Treasurer. Durch den jahrelangen Thronfolgestreit war die königliche Finanzverwaltung zwar nicht völlig zusammengebrochen, jedoch in erhebliche Unordnung geraten, so dass Nigel sie reorganisieren musste. Angeblich zahlte Nigel um 1159 dem König £ 400, damit dieser das Amt des Treasurer seinem Sohn Richard übergab. Dieser lobte die Arbeit seines Vaters in seinem Werk Dialogus de Scaccario, das die Arbeit des Schatzamts beschreibt. Als Treasurer erreichte Nigel tatsächlich durch hartnäckige Rückforderungen, dass zahlreiche Barone königliche Güter, die sie während des Thronfolgestreits erworben hatten, an die Krone zurückgaben. Bis 1163 diente Nigel als königlicher Richter, und am 29. September 1159 wurde er als erster der Richter benannt, vor denen Verzichtsansprüche gegenüber dem Schatzamt gemacht werden mussten. Der König belohnte seine Leistungen, unter anderem mit der Belehnung von zurückgegebenen Gütern in Gloucestershire.

### Wirken als Bischof
Zu seinem Kathedralpriorat hatte Nigel dagegen weiterhin ein schlechtes Verhältnis. Ein Hauptstreitpunkt waren die jeweiligen Ansprüche auf verstreute oder an Dritte vergebene Kirchengüter. Am 22. Februar 1156 erließ Papst Hadrian IV. eine Bulle, in der er Nigel mit Suspension drohte, wenn er nicht innerhalb von drei Monaten den Mönchen des Kathedralpriorats die Güter zurückgab, die sie bei seinem Amtsantritt besessen hatten. Anscheinend konnte Nigel nicht alle Ansprüche der Mönche befriedigen, denn in einer weiteren Bulle wiederholte der Papst seine Forderungen. Auch Erzbischof Theobald von Canterbury setzte sich bei Nigel zugunsten des Kathedralpriorats ein. Auf Fürsprache des Königs, des Erzbischofs und anderer Bischöfe nahm der Papst schließlich die Androhung der Suspension zurück, wobei er verlangte, dass Nigel in Anwesenheit des Erzbischofs schwor, sich weiter um die Rückerstattung der Güter zu bemühen. Nigels Verhältnis zum Kathedralpriorat wurde weiter belastet, als Nigel einen verheirateten Beamten zum Sakristan von Ely ernannte. Auch der neue Erzbischof Thomas Becket ermahnte ihn dafür.

### Letzte Jahre und Tod
An der Weihe von Becket zum Erzbischof am 3. Juni 1162 hatte Nigel noch teilgenommen, ebenso an der Ratsversammlung von Clarendon im Januar 1164. Nach einem oder zwei Schlaganfällen im Herbst 1164 oder im Frühjahr 1166 blieb er jedoch gelähmt und konnte seine Ämter nicht mehr ausüben. Auch im Streit des Königs mit Erzbischof Becket spielte er keine aktive Rolle mehr und bezog anscheinend auch keine klare Haltung. Zwar ermächtigte ihm Becket noch 1166 zusammen mit Bischof William Turbe von Norwich, Hugh Bigod, 1. Earl of Norfolk zu exkommunizieren, doch andererseits verlangte Bischof Gilbert Foliot von London vermutlich im Juni 1166 von Nigel, einen Protestbrief der Bischöfe gegen Becket an den Papst zu besiegeln. Anscheinend verbrachte Nigel seine letzten Jahre krank in Ely, wo sein Sohn Richard die Verwaltung der Diözese übernommen hatte. Er wurde in der Kathedrale von Ely beigesetzt. An der Nordseite des Chores der Kathedrale befindet sich ein marmornes Grabdenkmal, das ihm zugeschrieben wird.